# Lich
|  | Aquest article tracta sobre la criatura mitològica. Si cerqueu el púlsar, vegeu «Lich (púlsar)». |

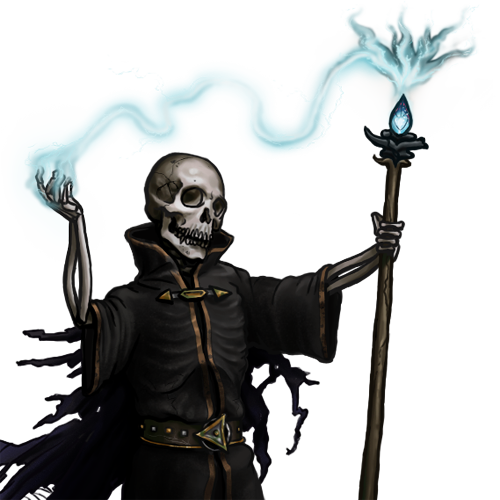
Imatge d'un Lich (The Battle for Wesnoth)

Dins la fantasia moderna, un lich o litx (o liche) és un tipus de criatura morta vivent. Sol ser el resultat de la transformació que un bruixot poderós obra sobre si mateix mitjançant encanteris o rituals per assolir la immortalitat. Els lichs acostumen a ser representats com a éssers parcialment o totalment cadavèrics o esquelètics, ja que el procés de conversió en lich sol lligar el seu intel·lecte amb el seu cadàver inanimat, el qual generalment segueix decaient tot i conservar el seu poder. En la majoria de les ficcions, els lichs tenen més poder que quan eren vius, i posseeixen un gran maneig de la necromància i altres arts semblants, controlant hordes de morts vivents menors com ara soldats o servents.
A diferència dels zombis, que són gairebé sempre representats com mancats de voluntat pròpia, un lich reté la seva ment (que pot ser o no sinònim de la seva ànima, depenent del context) i la seva capacitat de pensament conscient. En algunes ficcions, l'ànima d'un lich no es troba continguda en el seu cos, sinó en un objecte extern denominat filacteri (del grec phylakterion, «protecció, amulet»), el qual els concedeix la impossibilitat de morir fins que el mateix objecte sigui destruït.

## Aparicions en la cultura moderna
En el videojoc de rol Final Fantasy I, el Lich és un dels quatre dimonis al que els quatre guerrers de la llum han d'enfrontar-se, sent un dels enemics principals en la primera part del joc.
A la sèrie animada Adventure Time, el "Lich" és l'antagonista més poderós i temut al que tots els habitants dOoo' li té por. És el malvat al qual han d'enfrontar-se en Finn i en Jake.
En el MMORPG Adventure Quest Worlds (i altres jocs d'Artix Entertainment), apareix una versió dragonitzada d'aquests bruixots. Se'ls anomena Dracolich i són dracs esquelet (generalment cries).
A la segona expansió del videojoc de rol multijugador massiu en línia World of Warcraft, el rei dels morts vivents és conegut com a "The Lich King".
En tots els videojocs de la saga The Elder Scrolls apareix el Lich, que és l'estadi final dels nigromants en la seva recerca de la immortalitat. També existeix un tipus especial de Lich en aquesta saga anomenat "el rei dels cucs", que n'és el cap i el més poderós.
En el videojoc League of Legends, també apareix un Lich anomenat Karthus, el qual pot seguir executant habilitats durant els 7 segons següents de la seva mort i és capaç de canalitzar un rèquiem de la mort sobre tots els seus enemics.
En els últims títols de la saga màgica de J. K. Rowling, Harry Potter, es descriuen uns objectes foscos anomenats horrocrux, on l'antagonista principal, Lord Voldemort, ha emmagatzemat fragments de la seva ànima que li permeten tornar multituds de vegades. Potser no és el mateix, però és clar que existeix certa referència a la filacteria que usen els Lichs.
L'exemple de Harry Potter n'és un de recent, però hi ha hagut molts més cops que s'ha utilitzat un personatge semblant al Lich en la literatura.
En el joc de Dracs i Masmorres (i altres jocs similars o derivat d'aquest), un lich és sovint un llançador de conjurs o algú amb l'assistència d'un llançador de conjurs que busca desafiar la mort per mitjans màgics. Segons la mitologia de Dungeons & Dragons, l'única manera de destruir realment un lich és destruint primer el seu filacteri, eliminant així la seva àncora amb el món material, i després destruir la seva forma física. El filacteri pot ser un objecte de qualsevol tipus. Poden anar des d'un simple ganivet a un tresor, com una copa enjoiada. El tipus més comú de filacteri és una joia amb una àmplia varietat de colors.

## Religió i procedència
En el catolicisme romà i l'Església d'Anglaterra, la paraula lychgate es refereix a una àrea coberta a l'entrada al cementiri, on el fèretre espera el clergat abans de procedir al cementiri per a l'enterrament apropiat. Lych és, doncs, una paraula que deriva de l'anglès antic que vol dir "cos" o "cadàver".